# Елсмир (острво)
Елсмир (енгл. Ellesmere Island) је најсеверније од канадских арктичких острва, има површину од 196 235 km², што га чини трећим канадским острвом по величини и десетим на свету. Део је Канадског арктичког архипелага. 
По територијалној подели Канаде Елсмир чини део савезне територије Нунавут. Елсмир је због своје изузетно хладне и за живот изузетно неповољне арктичке климе готово ненасељен тако да је према попису становништва из 2001. имао само 168 сталних становника. 
У 2021. години, број становника острва Елсмир је забележен да је 144. Постоје три насеља: Алерт, Јурика и Грис Фјорд. Острво Елсмир је део региона Кикикталук на канадској територији Нунавут.

## Откриће
Први Европљанин који је угледао острво био је британски истраживач Вилијам Бафин 1616, а 1852. експедиција Едварда Ингелфилда острво је назвала по Франсису Егертону, првом грофу од Елсмира. 

## Географија
Елсмир спада међу најсеверније копнене крајеве света, а више од једне петине његове територије је заштићено као национални парк Кутинирпак, у коме се између осталог налази седам фјордова и мноштво ледњака. Највиши врх острва је 2.616 метара висок Барбо Пик (Barbeau Peak). Ледом и ледницима је покривено око 80.000 km², а уз северозападну обалу се сусрећу и ледени шелфови, укључујући и ледени шелф Вард Хунт који је распао током лета 2002. Северно од Елсмира се налази Северни океан и Линколново море, на истоку га Наресов пролаз одваја од Гренланда, на југу га Џоунсов пролаз одваја од острва Девон, а на западу се налази острво Аксел Хајберг.

### Клима
Острво Елсмир има климу тундре (Кепен ET) и климу ледене капе (Кепен EF) са температуром која је хладна током целе године.
| Клима Грајс фјорда (аеродрома Грајс Фјорда) WMO ID: 71971; координате 76° 25′ 22″ N 82° 54′ 08″ W / 76.42278° С; 82.90222° З; елевација: 44,5 m (146 ft) | Клима Грајс фјорда (аеродрома Грајс Фјорда) WMO ID: 71971; координате 76° 25′ 22″ N 82° 54′ 08″ W / 76.42278° С; 82.90222° З; елевација: 44,5 m (146 ft) | Клима Грајс фјорда (аеродрома Грајс Фјорда) WMO ID: 71971; координате 76° 25′ 22″ N 82° 54′ 08″ W / 76.42278° С; 82.90222° З; елевација: 44,5 m (146 ft) | Клима Грајс фјорда (аеродрома Грајс Фјорда) WMO ID: 71971; координате 76° 25′ 22″ N 82° 54′ 08″ W / 76.42278° С; 82.90222° З; елевација: 44,5 m (146 ft) | Клима Грајс фјорда (аеродрома Грајс Фјорда) WMO ID: 71971; координате 76° 25′ 22″ N 82° 54′ 08″ W / 76.42278° С; 82.90222° З; елевација: 44,5 m (146 ft) | Клима Грајс фјорда (аеродрома Грајс Фјорда) WMO ID: 71971; координате 76° 25′ 22″ N 82° 54′ 08″ W / 76.42278° С; 82.90222° З; елевација: 44,5 m (146 ft) | Клима Грајс фјорда (аеродрома Грајс Фјорда) WMO ID: 71971; координате 76° 25′ 22″ N 82° 54′ 08″ W / 76.42278° С; 82.90222° З; елевација: 44,5 m (146 ft) | Клима Грајс фјорда (аеродрома Грајс Фјорда) WMO ID: 71971; координате 76° 25′ 22″ N 82° 54′ 08″ W / 76.42278° С; 82.90222° З; елевација: 44,5 m (146 ft) | Клима Грајс фјорда (аеродрома Грајс Фјорда) WMO ID: 71971; координате 76° 25′ 22″ N 82° 54′ 08″ W / 76.42278° С; 82.90222° З; елевација: 44,5 m (146 ft) | Клима Грајс фјорда (аеродрома Грајс Фјорда) WMO ID: 71971; координате 76° 25′ 22″ N 82° 54′ 08″ W / 76.42278° С; 82.90222° З; елевација: 44,5 m (146 ft) | Клима Грајс фјорда (аеродрома Грајс Фјорда) WMO ID: 71971; координате 76° 25′ 22″ N 82° 54′ 08″ W / 76.42278° С; 82.90222° З; елевација: 44,5 m (146 ft) | Клима Грајс фјорда (аеродрома Грајс Фјорда) WMO ID: 71971; координате 76° 25′ 22″ N 82° 54′ 08″ W / 76.42278° С; 82.90222° З; елевација: 44,5 m (146 ft) | Клима Грајс фјорда (аеродрома Грајс Фјорда) WMO ID: 71971; координате 76° 25′ 22″ N 82° 54′ 08″ W / 76.42278° С; 82.90222° З; елевација: 44,5 m (146 ft) | Клима Грајс фјорда (аеродрома Грајс Фјорда) WMO ID: 71971; координате 76° 25′ 22″ N 82° 54′ 08″ W / 76.42278° С; 82.90222° З; елевација: 44,5 m (146 ft) |
| Показатељ \ Месец | .Јан. | .Феб. | .Мар. | .Апр. | .Мај. | .Јун. | .Јул. | .Авг. | .Сеп. | .Окт. | .Нов. | .Дец. | .Год. |
| --- | --- | --- | --- | --- | --- | --- | --- | --- | --- | --- | --- | --- | --- |
| Апсолутни максимум, °C (°F) | −0,6 (30,9) | −0,5 (31,1) | 2,7 (36,9) | 10,5 (50,9) | 12,5 (54,5) | 15,0 (59) | 15,6 (60,1) | 14,1 (57,4) | 8,5 (47,3) | 7,5 (45,5) | 3,0 (37,4) | 4,0 (39,2) | 15,6 (60,1) |
| Максимум, °C (°F) | −24 (−11) | −27 (−17) | −24 (−11) | −15 (5) | −5 (23) | 3 (37) | 7 (45) | 6 (43) | 0 (32) | −7 (19) | −15 (5) | −20 (−4) | −10,1 (13,8) |
| Просек, °C (°F) | −27 (−17) | −29 (−20) | −26 (−15) | −18 (0) | −7 (19) | 1 (34) | 5 (41) | 4 (39) | −1 (30) | −9 (16) | −17 (1) | −23 (−9) | −12,2 (9,9) |
| Минимум, °C (°F) | −30 (−22) | −32 (−26) | −29 (−20) | −20 (−4) | −9 (16) | 0 (32) | 3 (37) | 3 (37) | −2 (28) | −10 (14) | −19 (−2) | −25 (−13) | −14,2 (6,4) |
| Апсолутни минимум, °C (°F) | −47,0 (−52,6) | −47,0 (−52,6) | −46,0 (−50,8) | −40,5 (−40,9) | −30,5 (−22,9) | −13,0 (8,6) | −5,0 (23) | −7,4 (18,7) | −16,0 (3,2) | −29,0 (−20,2) | −41,1 (−42) | −42,0 (−43,6) | −47 (−52,6) |
| Количина падавина, mm (in) | 4,7 (0,185) | 5,2 (0,205) | 10,4 (0,409) | 7,0 (0,276) | 12,8 (0,504) | 20 (0,79) | 24,7 (0,972) | 25,0 (0,984) | 13,2 (0,52) | 15,4 (0,606) | 9,9 (0,39) | 8,2 (0,323) | 156,5 (6,164) |
| Извор #1: | | | | | | | | | | | | | |
| Извор #2: Meteo Climate (extremes) | | | | | | | | | | | | | |

| Клима Јурике (аеродрома Јурике) WMO ID: 71917; координате 79° 59′ N 85° 56′ W / 79.983° С; 85.933° З; елевација: 10,4 m (34 ft); 1981–2010 нормале, extremes 1947–садашњост | Клима Јурике (аеродрома Јурике) WMO ID: 71917; координате 79° 59′ N 85° 56′ W / 79.983° С; 85.933° З; елевација: 10,4 m (34 ft); 1981–2010 нормале, extremes 1947–садашњост | Клима Јурике (аеродрома Јурике) WMO ID: 71917; координате 79° 59′ N 85° 56′ W / 79.983° С; 85.933° З; елевација: 10,4 m (34 ft); 1981–2010 нормале, extremes 1947–садашњост | Клима Јурике (аеродрома Јурике) WMO ID: 71917; координате 79° 59′ N 85° 56′ W / 79.983° С; 85.933° З; елевација: 10,4 m (34 ft); 1981–2010 нормале, extremes 1947–садашњост | Клима Јурике (аеродрома Јурике) WMO ID: 71917; координате 79° 59′ N 85° 56′ W / 79.983° С; 85.933° З; елевација: 10,4 m (34 ft); 1981–2010 нормале, extremes 1947–садашњост | Клима Јурике (аеродрома Јурике) WMO ID: 71917; координате 79° 59′ N 85° 56′ W / 79.983° С; 85.933° З; елевација: 10,4 m (34 ft); 1981–2010 нормале, extremes 1947–садашњост | Клима Јурике (аеродрома Јурике) WMO ID: 71917; координате 79° 59′ N 85° 56′ W / 79.983° С; 85.933° З; елевација: 10,4 m (34 ft); 1981–2010 нормале, extremes 1947–садашњост | Клима Јурике (аеродрома Јурике) WMO ID: 71917; координате 79° 59′ N 85° 56′ W / 79.983° С; 85.933° З; елевација: 10,4 m (34 ft); 1981–2010 нормале, extremes 1947–садашњост | Клима Јурике (аеродрома Јурике) WMO ID: 71917; координате 79° 59′ N 85° 56′ W / 79.983° С; 85.933° З; елевација: 10,4 m (34 ft); 1981–2010 нормале, extremes 1947–садашњост | Клима Јурике (аеродрома Јурике) WMO ID: 71917; координате 79° 59′ N 85° 56′ W / 79.983° С; 85.933° З; елевација: 10,4 m (34 ft); 1981–2010 нормале, extremes 1947–садашњост | Клима Јурике (аеродрома Јурике) WMO ID: 71917; координате 79° 59′ N 85° 56′ W / 79.983° С; 85.933° З; елевација: 10,4 m (34 ft); 1981–2010 нормале, extremes 1947–садашњост | Клима Јурике (аеродрома Јурике) WMO ID: 71917; координате 79° 59′ N 85° 56′ W / 79.983° С; 85.933° З; елевација: 10,4 m (34 ft); 1981–2010 нормале, extremes 1947–садашњост | Клима Јурике (аеродрома Јурике) WMO ID: 71917; координате 79° 59′ N 85° 56′ W / 79.983° С; 85.933° З; елевација: 10,4 m (34 ft); 1981–2010 нормале, extremes 1947–садашњост | Клима Јурике (аеродрома Јурике) WMO ID: 71917; координате 79° 59′ N 85° 56′ W / 79.983° С; 85.933° З; елевација: 10,4 m (34 ft); 1981–2010 нормале, extremes 1947–садашњост |
| Показатељ \ Месец | .Јан. | .Феб. | .Мар. | .Апр. | .Мај. | .Јун. | .Јул. | .Авг. | .Сеп. | .Окт. | .Нов. | .Дец. | .Год. |
| --- | --- | --- | --- | --- | --- | --- | --- | --- | --- | --- | --- | --- | --- |
| Индекс субјективне топлоте | — | −1,1 | −8,5 | −3,0 | 7,3 | 17,9 | 20,8 | 16,3 | 7,2 | 4,8 | −3,9 | −4,0 | 20,8 |
| Апсолутни максимум, °C (°F) | −1,1 (30) | −1,1 (30) | −8,0 (17,6) | −2,8 (27) | 7,5 (45,5) | 18,5 (65,3) | 20,9 (69,6) | 17,6 (63,7) | 9,3 (48,7) | 5,0 (41) | −1,7 (28,9) | −2,1 (28,2) | 20,9 (69,6) |
| Максимум, °C (°F) | −32,9 (−27,2) | −33,7 (−28,7) | −33,3 (−27,9) | −22,5 (−8,5) | −6,9 (19,6) | 5,7 (42,3) | 9,3 (48,7) | 5,4 (41,7) | −3,8 (25,2) | −17,1 (1,2) | −25,9 (−14,6) | −29,7 (−21,5) | −15,5 (4,1) |
| Просек, °C (°F) | −36,5 (−33,7) | −37,4 (−35,3) | −36,8 (−34,2) | −26,5 (−15,7) | −10,2 (13,6) | 3,0 (37,4) | 6,1 (43) | 3,2 (37,8) | −6,4 (20,5) | −20,7 (−5,3) | −29,4 (−20,9) | −33,3 (−27,9) | −18,8 (−1,8) |
| Минимум, °C (°F) | −40,1 (−40,2) | −41,1 (−42) | −40,3 (−40,5) | −30,5 (−22,9) | −13,3 (8,1) | 0,4 (32,7) | 2,9 (37,2) | 0,9 (33,6) | −9,0 (15,8) | −24,3 (−11,7) | −33,0 (−27,4) | −36,8 (−34,2) | −22,0 (−7,6) |
| Апсолутни минимум, °C (°F) | −53,3 (−63,9) | −55,3 (−67,5) | −52,8 (−63) | −48,9 (−56) | −31,1 (−24) | −13,9 (7) | −2,2 (28) | −12,9 (8,8) | −31,7 (−25,1) | −41,7 (−43,1) | −48,2 (−54,8) | −51,7 (−61,1) | −55,3 (−67,5) |
| Индекс субјективне хладноће | −69 | −73 | −67 | −59 | −43 | −21 | −7 | −17 | −40 | −52 | −61 | −64 | −73 |
| Количина падавина, mm (in) | 2,6 (0,102) | 3,1 (0,122) | 2,2 (0,087) | 3,7 (0,146) | 3,1 (0,122) | 8,2 (0,323) | 15,3 (0,602) | 16,1 (0,634) | 9,5 (0,374) | 7,6 (0,299) | 4,1 (0,161) | 3,6 (0,142) | 79,1 (3,114) |
| Количина кише, mm (in) | 0,0 (0) | 0,0 (0) | 0,0 (0) | 0,0 (0) | 0,0 (0) | 5,3 (0,209) | 14,5 (0,571) | 11,7 (0,461) | 1,0 (0,039) | 0,0 (0) | 0,0 (0) | 0,0 (0) | 32,5 (1,28) |
| Количина снега, cm (in) | 3,1 (1,22) | 3,9 (1,54) | 2,8 (1,1) | 4,6 (1,81) | 4,2 (1,65) | 3,0 (1,18) | 0,7 (0,28) | 4,8 (1,89) | 11,3 (4,45) | 10,9 (4,29) | 5,7 (2,24) | 5,4 (2,13) | 60,3 (23,74) |
| Дани са падавинама (≥ 0.2 mm) | 4,2 | 4,3 | 3,7 | 4,9 | 3,7 | 4,9 | 8,0 | 8,2 | 7,4 | 8,7 | 5,2 | 4,5 | 67,6 |
| Дани са кишом (≥ 0.2 mm) | 0,0 | 0,0 | 0,0 | 0,0 | 0,0 | 3,1 | 7,7 | 5,9 | 0,6 | 0,0 | 0,0 | 0,0 | 17,3 |
| Дани са снегом (≥ 0.2 cm) | 4,7 | 4,7 | 4,2 | 5,2 | 4,0 | 2,4 | 0,7 | 2,9 | 7,9 | 9,6 | 6,0 | 5,0 | 57,4 |
| Релативна влажност, % | 63,4 | 66,3 | 65,8 | 67,2 | 75,0 | 71,1 | 69,3 | 76,2 | 82,0 | 74,3 | 65,8 | 64,6 | 70,1 |
| Сунчани сати — месечни просек | 0,0 | 0,0 | 120,2 | 353,8 | 486,3 | 386,4 | 360,5 | 238,9 | 98,4 | 12,5 | 0,0 | 0,0 | 2.057 |
| Сунчано време — месечни проценти | 0,0 | 0,0 | 34,9 | 54,5 | 65,4 | 53,7 | 48,5 | 32,2 | 21,4 | 8,4 | 0,0 | 0,0 | 39,9 |
| Извор: Environment and Climate Change Canada | | | | | | | | | | | | | |

| Клима Алерта (аеродрома Алерта) климатски ИД: 2400300; координате 82° 31′ 04″ N 62° 16′ 50″ W / 82.51778° С; 62.28056° З; елевација: 30,5 m (100 ft); 1981–2010 нормале, екстреми 1950–садашњост | Клима Алерта (аеродрома Алерта) климатски ИД: 2400300; координате 82° 31′ 04″ N 62° 16′ 50″ W / 82.51778° С; 62.28056° З; елевација: 30,5 m (100 ft); 1981–2010 нормале, екстреми 1950–садашњост | Клима Алерта (аеродрома Алерта) климатски ИД: 2400300; координате 82° 31′ 04″ N 62° 16′ 50″ W / 82.51778° С; 62.28056° З; елевација: 30,5 m (100 ft); 1981–2010 нормале, екстреми 1950–садашњост | Клима Алерта (аеродрома Алерта) климатски ИД: 2400300; координате 82° 31′ 04″ N 62° 16′ 50″ W / 82.51778° С; 62.28056° З; елевација: 30,5 m (100 ft); 1981–2010 нормале, екстреми 1950–садашњост | Клима Алерта (аеродрома Алерта) климатски ИД: 2400300; координате 82° 31′ 04″ N 62° 16′ 50″ W / 82.51778° С; 62.28056° З; елевација: 30,5 m (100 ft); 1981–2010 нормале, екстреми 1950–садашњост | Клима Алерта (аеродрома Алерта) климатски ИД: 2400300; координате 82° 31′ 04″ N 62° 16′ 50″ W / 82.51778° С; 62.28056° З; елевација: 30,5 m (100 ft); 1981–2010 нормале, екстреми 1950–садашњост | Клима Алерта (аеродрома Алерта) климатски ИД: 2400300; координате 82° 31′ 04″ N 62° 16′ 50″ W / 82.51778° С; 62.28056° З; елевација: 30,5 m (100 ft); 1981–2010 нормале, екстреми 1950–садашњост | Клима Алерта (аеродрома Алерта) климатски ИД: 2400300; координате 82° 31′ 04″ N 62° 16′ 50″ W / 82.51778° С; 62.28056° З; елевација: 30,5 m (100 ft); 1981–2010 нормале, екстреми 1950–садашњост | Клима Алерта (аеродрома Алерта) климатски ИД: 2400300; координате 82° 31′ 04″ N 62° 16′ 50″ W / 82.51778° С; 62.28056° З; елевација: 30,5 m (100 ft); 1981–2010 нормале, екстреми 1950–садашњост | Клима Алерта (аеродрома Алерта) климатски ИД: 2400300; координате 82° 31′ 04″ N 62° 16′ 50″ W / 82.51778° С; 62.28056° З; елевација: 30,5 m (100 ft); 1981–2010 нормале, екстреми 1950–садашњост | Клима Алерта (аеродрома Алерта) климатски ИД: 2400300; координате 82° 31′ 04″ N 62° 16′ 50″ W / 82.51778° С; 62.28056° З; елевација: 30,5 m (100 ft); 1981–2010 нормале, екстреми 1950–садашњост | Клима Алерта (аеродрома Алерта) климатски ИД: 2400300; координате 82° 31′ 04″ N 62° 16′ 50″ W / 82.51778° С; 62.28056° З; елевација: 30,5 m (100 ft); 1981–2010 нормале, екстреми 1950–садашњост | Клима Алерта (аеродрома Алерта) климатски ИД: 2400300; координате 82° 31′ 04″ N 62° 16′ 50″ W / 82.51778° С; 62.28056° З; елевација: 30,5 m (100 ft); 1981–2010 нормале, екстреми 1950–садашњост | Клима Алерта (аеродрома Алерта) климатски ИД: 2400300; координате 82° 31′ 04″ N 62° 16′ 50″ W / 82.51778° С; 62.28056° З; елевација: 30,5 m (100 ft); 1981–2010 нормале, екстреми 1950–садашњост |
| Показатељ \ Месец | .Јан. | .Феб. | .Мар. | .Апр. | .Мај. | .Јун. | .Јул. | .Авг. | .Сеп. | .Окт. | .Нов. | .Дец. | .Год. |
| --- | --- | --- | --- | --- | --- | --- | --- | --- | --- | --- | --- | --- | --- |
| Индекс субјективне топлоте | 0,0 | 0,0 | −2,4 | −1,1 | 6,6 | 18,1 | 19,4 | 23,8 | 8,4 | 3,9 | −1,1 | 1,4 | 23,8 |
| Апсолутни максимум, °C (°F) | 0,0 (32) | 1,1 (34) | −2,2 (28) | −0,2 (31,6) | 10,0 (50) | 18,8 (65,8) | 21,0 (69,8) | 19,5 (67,1) | 11,2 (52,2) | 5,3 (41,5) | 0,6 (33,1) | 3,2 (37,8) | 21,0 (69,8) |
| Максимум, °C (°F) | −28,6 (−19,5) | −29,4 (−20,9) | −28,4 (−19,1) | −20,4 (−4,7) | −8,4 (16,9) | 2,0 (35,6) | 6,1 (43) | 3,3 (37,9) | −5,3 (22,5) | −15,3 (4,5) | −22,3 (−8,1) | −25,6 (−14,1) | −14,4 (6,1) |
| Просек, °C (°F) | −32,2 (−26) | −33,2 (−27,8) | −32,4 (−26,3) | −24,3 (−11,7) | −11,5 (11,3) | −0,4 (31,3) | 3,4 (38,1) | 0,8 (33,4) | −8,4 (16,9) | −18,9 (−2) | −26,0 (−14,8) | −29,4 (−20,9) | −17,7 (0,1) |
| Минимум, °C (°F) | −35,8 (−32,4) | −37,0 (−34,6) | −36,3 (−33,3) | −28,1 (−18,6) | −14,5 (5,9) | −2,7 (27,1) | 0,7 (33,3) | −1,8 (28,8) | −11,5 (11,3) | −22,4 (−8,3) | −29,6 (−21,3) | −33,1 (−27,6) | −21,0 (−5,8) |
| Апсолутни минимум, °C (°F) | −48,9 (−56) | −50,0 (−58) | −49,4 (−56,9) | −45,6 (−50,1) | −29,0 (−20,2) | −14,3 (6,3) | −6,3 (20,7) | −15,0 (5) | −28,2 (−18,8) | −39,4 (−38,9) | −43,5 (−46,3) | −46,1 (−51) | −50,0 (−58) |
| Индекс субјективне хладноће | −64,7 | −60,5 | −59,5 | −56,8 | −40,8 | −21,1 | −10,3 | −19,2 | −36,9 | −49,4 | −53,7 | −57,3 | −64,7 |
| Количина падавина, mm (in) | 7,2 (0,283) | 7,0 (0,276) | 7,5 (0,295) | 10,6 (0,417) | 11,6 (0,457) | 12,0 (0,472) | 31,8 (1,252) | 17,9 (0,705) | 22,3 (0,878) | 13,4 (0,528) | 10,4 (0,409) | 6,8 (0,268) | 158,3 (6,232) |
| Количина кише, mm (in) | 0,0 (0) | 0,0 (0) | 0,0 (0) | 0,0 (0) | 0,0 (0) | 0,8 (0,031) | 13,0 (0,512) | 3,5 (0,138) | 0,1 (0,004) | 0,0 (0) | 0,0 (0) | 0,0 (0) | 17,4 (0,685) |
| Количина снега, cm (in) | 9,0 (3,54) | 8,1 (3,19) | 8,7 (3,43) | 12,6 (4,96) | 18,0 (7,09) | 13,5 (5,31) | 20,0 (7,87) | 16,9 (6,65) | 33,1 (13,03) | 20,2 (7,95) | 15,2 (5,98) | 9,3 (3,66) | 184,6 (72,68) |
| Дани са падавинама (≥ 0.2 mm) | 9,0 | 7,7 | 7,3 | 8,5 | 7,5 | 7,4 | 10,9 | 9,2 | 10,1 | 10,5 | 8,7 | 9,2 | 106,1 |
| Дани са кишом (≥ 0.2 mm) | 0,0 | 0,0 | 0,0 | 0,0 | 0,1 | 1,0 | 6,9 | 2,5 | 0,2 | 0,0 | 0,0 | 0,0 | 10,6 |
| Дани са снегом (≥ 0.2 cm) | 9,1 | 8,6 | 8,3 | 9,1 | 9,4 | 6,9 | 6,3 | 7,4 | 11,3 | 12,2 | 9,7 | 9,9 | 108,0 |
| Релативна влажност, % | 66,8 | 66,6 | 66,9 | 71,1 | 81,5 | 87,1 | 85,1 | 86,1 | 84,6 | 75,7 | 70,3 | 67,2 | 75,8 |
| Сунчани сати — месечни просек | 0,0 | 0,0 | 110,4 | 323,6 | 428,6 | 333,0 | 321,6 | 269,1 | 111,4 | 3,9 | 0,0 | 0,0 | 1.901,6 |
| Сунчано време — месечни проценти | 0,0 | 0,0 | 33,1 | 46,8 | 57,6 | 46,3 | 43,2 | 36,2 | 21,9 | 4,1 | 0,0 | 0,0 | 36,1 |
| Извор: Environment and Climate Change Canada | | | | | | | | | | | | | |

## Насеља
Највеће и заправо једино насеље на острву је Гриз Фјорд који је према попису становништва из 2001. имао 163 становника. Северно од Гриз Фјорда налазе се још два трајно насељена места. На западној обали се налази Јурека, мала истраживачка база која се састоји од авионске писте дуге 1.474 метра, војног особља које одржава комуникацијску опрему и метеоролошке станице. Ова база тренутно нема сталних становника већ у њој борави особље од најмање осам чланова. Још једна база је Алерт, смештена на североисточном крају острва на обали Линколновог мора, само 817 km од Северног пола и најсеверније је стално насеље на свету. Алерт је према попису из 2001. имао пет сталних становника, али у њему привремено борави и по педесетак чланова особља. База се састоји од станице канадских оружаних снага, метеоролошке станице и лабораторије за осматрање Земљине атмосфере и поседује авионску писту дужине 1.676 метара.

## Флора и фауна
Околина базе Јурека позната је по богатој флори и фауни која се у таквом изобиљу не сусреће нигде на крајњем северу Арктика. Животињски свет се састоји од мошусних говеда, леминга, арктичких лисица, вукова и зечева, а лети се на том подручју гнезде птице попут галебова, гаврана, гусака, патака, снежних сова и многих мањих птица које овде подижу своје младе пре него што се у августу врате у јужне крајеве.

## Поларни дан и ноћ
Будући да се налази недалеко од северног поларника, у Елсмиру се смењују поларни дан и ноћ. У бази Јурека сунце не залази више од четири и по месеца у периоду од 10. априла до 29. августа, док поларна ноћ траје отприлике исто толико од 14. октобра до 1. марта. 